# Robert R. Benton
Robert R. Benton, auch Robert Benton und Bob Benton (* 10. April 1924 in Los Angeles; † 7. Dezember 2003 in Santa Barbara (Kalifornien), Vereinigte Staaten) war ein US-amerikanischer Filmarchitekt und Ausstatter.

## Leben
Benton begann seine Laufbahn in den 1950er Jahren als Requisiteur. 1956 erhielt er seinen ersten Auftrag als Filmausstatter. Die folgenden vier Jahrzehnte stattete er eine Fülle von Filmen aus und arbeitete für die wichtigsten Hollywood-Produktionsfirmen wie MGM, Warner Bros. und vor allem Paramount Pictures. Ab den späten 1980er Jahren trat Benton ein wenig kürzer, ehe er 1995 seine Karriere ganz beendete. Benton hat auch einige populäre Fernsehserien ausgestattet, darunter Solo für O.N.K.E.L. und Bonanza. Mit dem letztgenannten Westernklassiker begann seine langjährige Zusammenarbeit mit dem Filmarchitekten Hal Pereira.
Um nicht mit Robert Benton, dem bekannten Drehbuchautor von Bonnie und Clyde und Regisseur von Kramer gegen Kramer, verwechselt zu werden, nannte er sich ab den ausgehenden 1960er Jahren regelmäßig Robert R. Benton, zuvor oft nur Robert Benton. Für vier seiner Arbeiten erhielt er in den 1960er Jahren kurz hintereinander je eine Oscar-Nominierung: Der Wildeste unter Tausend, Nur für Offiziere, Stimme am Telefon und … denn keiner ist ohne Schuld. Nur zweimal gegen Ende seiner Karriere arbeitete Robert Benton auch als Filmarchitekt: Bei Heiße Geschäfte (1986) und bei Conagher (1991).

## Filmografie
- 1956: Cavalcade of America (TV-Serie)
- 1957: Flammen über Afrika (Something of Value)
- 1957: Kein Platz für feine Damen (This Could bei the Night)
- 1958: Reporter der Liebe (Teacher’s Pet)
- 1958: St. Louis Blues
- 1958: Der Babysitter (Rock-a-Bye Baby)
- 1958: Die schwarze Orchidee (The Black Orchid)
- 1958: Die Heiratsvermittlerin (The Matchmaker)
- 1958: Der Geisha Boy (The Geisha Boy)
- 1959–1967: Bonanza
- 1959: Hallo Page! (The Bellboy)
- 1960: Aschenblödel (Cinderfella)
- 1961: Der Besessene (One-Eyed Jacks)
- 1962: Die ins Gras beißen (Hell Is for Heroes)
- 1963: Der Wildeste unter Tausend (Hud)
- 1963: Der verrückte Professor (The Nutty Professor)
- 1964: Carrasco, der Schänder (The Outrage)
- 1964: Nur für Offiziere (The Americanization of Emily)
- 1964: König der heißen Rhythmen (Roustabout)
- 1965: … denn keiner ist ohne Schuld (The Oscar)
- 1965: Das Familienjuwel (The Family Jewels)
- 1965: Stimme am Telefon (The Slender Thread)
- 1966: Nevada Smith
- 1966: Wyoming-Bravados (Waco)
- 1966: El Dorado
- 1966: Die Bankräuberbande (The Caper of the Golden Bulls)
- 1967: Chuka
- 1967: Seemann, ahoi! (Easy Come, Easy Go)
- 1967: Barfuß im Park (Barefoot in the Park)
- 1967: High Chaparral (TV-Serie)
- 1967: … jagt Dr. Sheefer (The President’s Analyst)
- 1968: Der Verwegene (Will Penny)
- 1968: Ein seltsames Paar (The Odd Couple)
- 1968: Project X
- 1969: 80 Schritte bis zum Glück (80 Steps to Jonah)
- 1970: …tick… tick… tick…
- 1970: Whisky brutal (The Moonshine War)
- 1970: Blutige Erdbeeren (The Strawberry Statement)
- 1971: Missouri (Wild Rovers)
- 1972: Das war Roy Bean (The Life and Times of Judge Roy Bean)
- 1973: …Jahr 2022… die überleben wollen (Soylent Green)
- 1974: Hangup
- 1976: Zotti, das Urviech (The Shaggy D.A.)
- 1977: Telefon
- 1978: Eine ganz krumme Tour (Foul Play)
- 1979: Amityville Horror (The Amityville Horror)
- 1979: Willkommen Mr. Chance (Being There)
- 1981: Yukon (Death Hunt)
- 1982: Verhext (Jinxed!)
- 1982: Champions (That Championship Season)
- 1984: Starman (John Carpenter’s Starman)
- 1986: Top Gun – Sie fürchten weder Tod noch Teufel (Top Gun)
- 1986: Heartbreak Ridge
- 1989: Ein himmlischer Liebhaber (Chances Are)
- 1992: Weiße Jungs bringen’s nicht (White Men Can’t Jump)
- 1995: Die Augen meines Vaters (Redwood Curtain) (Fernsehfilm)